# Suez (guvernorát)
Guvernorát Suez (arabsky محافظة السويس‎) je jedním z egyptských guvernorátů. Nachází se severně od Suezského zálivu na severovýchodě země a jeho hlavním městem je Suez.
V Suezském guvernorátu se nachází pět přístavů, jmenovitě El-Sokhna, Tewfiq, Adabeya, rybářský přístav El-Atka a ropný přístav. Kromě ropy se zde těží i další nerostné suroviny jako vápenec, jíl, uhlí, mramor a vápenec. Dalším vývozním artiklem je papája.